# Eileen Brennan
Eileen Brennan (født 3. september 1932, død 28. juli 2013) var en amerikansk sanger og skuespiller.

## Opvækst
Brennan blev født som Verla Eileen Brennen den 3. september 1932 i Los Angeles, datter af Regina "Jeanne" Menehan, en stumfilmskuespillerinde og en læge John Gerald Brennen. Fordi hun var af irsk afstamning, blev hun opdraget som katolik.

## Karriere
Brennan er blevet optaget i skuespil med Mask and Bauble Society ved Georgetown University i Washington, D.C., hvor hun var ansat. Hun spillede der i Arsenik og gamle kniplinger. Hendes enestående komiske færdigheder og romantiske sopran tog hende fra det ukendte for at være involveret i titelrollen af Rick Besoyans off-Broadway opera Lille Mary Sunshine (1959), som gav Brennan en Obie Award, og dets uofficielle efterfølger Student Gypsy (1963). Hun fortsatte med at skabe rollen som Irene Malloy i Broadway-produktionen af Hello, Dolly! (1964) Hendes filmdebut var i Skilsmisse på amerikansk (1967). Hun blev snart en af de store filmskuespillere i film og tv. Hendes roller var normalt sympatiske karaktere, selvom hun spillede en række andre typer karakterer, herunder jordnær, vulgære og kaxy, men nogle gange "med et hjerte af guld". Et år efter sin filmdebut havde hun en semi-regelmæssig rolle i komikerenes Rowan & Martin's Laugh-In, men blev kun i to måneder.
Brennan modtog fremragende anmeldelser for rollen som "Billie" i George Roy Hills Oscarvindende film Sidste stik (The Sting, 1972), med Paul Newman. Selv hendes navn ikke ofte blev anerkendt af offentligheden, blev hun en favorit blandt mange instruktører, især Peter Bogdanovich. Hun medvirkede i Bogdanovichs klassiker Sidste forestilling fra 1971 (som hun modtog en BAFTA-nominering for bedste kvindelige birolle) og hans filmatisering af Henry James' roman Daisy Miller. Hun medvirkede med Gene Hackman og Al Pacino i Fugleskræmslet, der modtog Guldpalmen ved Filmfestivalen i  Cannes Bogdanovich var den eneste instruktør, der brugte hendes musikalske talenter, (før hun sang i forestillinger off-Broadway), da han benyttede hende til rollen som Cybill Shepherds muntre tjenestepige i sin musical-flop Længe leve kærlighed (1975).
Brennan har også arbejdet med instruktøren Robert Moore og forfatter Neil Simon, da hun medvirkede i Murder ved Døden som Tess Skeffington (1976), og Tal om krimier, der er! (1978). Begge film også medvirkede James Coco, James Cromwell og Peter Falk i Hun havde en hovedrolle, hvor hun spillede DJ "Mutha" i filmen FM - dit program (1978), et drama-komedie om livet i en rockmusik radiostation.
I 1980 modtog Brennan en nominering til en Oscar for bedste kvindelige birolle, for sin rolle som Goldie Hawns ubehagelige kommandør i Rekrut Benjamin. Hun genspillede rolle i tv-serien af samme navn (1981-1983), som hun vandt en Emmy til bedste kvindelige birolle samt en Golden Globe for bedste kvindelige birolle. Hun modtog senere sin Golden Globe nominering og seks Emmy nomineringer.
Efter at have spist middag sammen en aften i 1982, blev Brennan ramt af en bil, da hun og Hawn forlod restauranten. Hun blev alvorligt skadet, og det var tre års arbejde at komme sig og måtte overvinde en efterfølgende afhængighed af smertestillende midler.
Det var i denne tid at hun spillede Fru. Peacock  i filmen Clue (1985). I 1990'erne fandt hun i Stella med Bette Midler, Bogdanovichs Texasville, (efterfølger til Sidste forestilling) og Vild og rodløs. Hun havde en tilbagevendende rolle som nabo i sitcom-serien Blossom. I 2001 lavede hun et kort optræden i gyserfilmen Jeepers Creepers som kvinden med katte.
I 2002 spillede hun i den sorte komediefilm Comic Book Villains, med DJ Qualls. I de senere år gæstede Brennan i tv og havde tilbagevendende roller som den nysgerrige fru Bink i syvende himmel, og den hårde virkende træner Zandra i Will & Grace. I 2003 udpegede Shawn Levy hende som en efterfølger til en babyvagt til Steve Martins og Bonnie Hunts børn i en Full House genindspilning. Levy blev inspireret til at give Brennan rollen efter at have set Rekrut Benjamin på tv. Brennan's cameo blev skåret væk fra den endelige film. I 2004 medvirkede hun i The Hollow som "Joan Van Etten".

### TV
Brennan modtog en Emmy-nominering til sin gæstrolle i et afsnit Taxi "Thy Boss's Wife" (1981). Brennan medvirkede også i en All-in-One episode, "The Elevator Story" (1972), som Angelique Mcarthy. Brennan gæstespillede i to afsnit af Hun så et mord, "Old Habits Die Hard" (1987) og "Dear Deadly" (1994) og 1987, hun også optrådte i en Magnum afsnit, "The Love That Lies." Brennan blev nomineret til en Emmy i 2004 for sin optræden som Zandra, i Will & Grace.

## Privatliv
Fra 1968 til 1974 var Brennan gift med David John Lampson, med hvem hun havde to sønner: tidligere basketballspiller og skuespiller Patrick og sanger Sam. Brennan var en brystkræftoverlevende, og i tillæg til bilulykken i 1982, hvor en spritbillist brækkede hendes ben og et øje, da hun forlod en restaurant, faldt hun fra scenen under produktionen af Annie og brækkede et ben i 1989.

## Død
Brennan døde i sit hjem i Burbank, Californien den 28. juli 2013 af urinveje kræft. Hun blev 80 år gammel. Goldie Hawn, sagde, at hun var en "strålende komiker, en stærk dramatisk skuespillerinde og havde en engels stemme." Skuespilleren, manuskriptforfatteren og instruktøren Michael McKean, Brennans medspiller i Clue sagde, at Brennan var "en strålende skuespiller, en hård og sur kvinde og en komisk engel". Hendes efterladte slægtninge omfatter hendes sønner, Sam og Patrick, to børnebørn og hendes søster Kathleen Howard.